# 舍夫琴卡 (普里盧基區)
50°38′40″N 32°5′17″E / 50.64444°N 32.08806°E
舍夫琴卡（烏克蘭語：Шевченка），是烏克蘭的村落，位於該國北部切爾尼戈夫州，由普里盧基區負責管轄，始建於1927年，面積1.14平方公里，海拔高度124米，2001年人口64，人口密度每平方公里56.4人。